# Peter Steiner (cartoonist)
Peter Steiner (Cincinnati, 1940) is een Amerikaans schrijver en cartoonist werkzaam voor The New Yorker. Hij is voornamelijk bekend van zijn cartoon On the Internet, nobody knows you're a dog uit 1993. Hij schreef ook enkele boeken in het misdaadgenre.
Steiner werd in Cincinnati geboren in 1940, daar groeide hij vervolgens ook op. Zijn ouders emigreerden enkele jaren voor zijn geboorte vanuit Oostenrijk naar Cincinnati.
Steiner werkte sinds 1979 voor The New Yorker als cartoonist. Vanaf 1983 maakte hij ook cartoons voor The Washington Times, dit deed hij tot 2004. Ook leverde hij cartoons aan The Weekly Standard.
Steiner heeft vier romans gepubliceerd, allemaal met een voormalige CIA-agent genaamd Louis Morgon die zich heeft teruggetrokken in de Loire-vallei in Frankrijk. Over zijn roman The Terrorist uit 2010 schreef The New York Times recensent Marilyn Stasio: "Hoewel niet gezegd kan worden dat iets van ook maar enigszins plausibel is, presenteert Steiner ons een geruststellende fantasiewereld waarin onbezonnen jongeren buigen voor de wijsheid van hun ouderen, terroristen hun missies afbreken uit mededogen voor hun menselijke doelwitten en de onschuldige slachtoffers van flagrante wreedheden het in hun hart vinden om te vergeven."  